# Catástrofe de la nieve de 1979

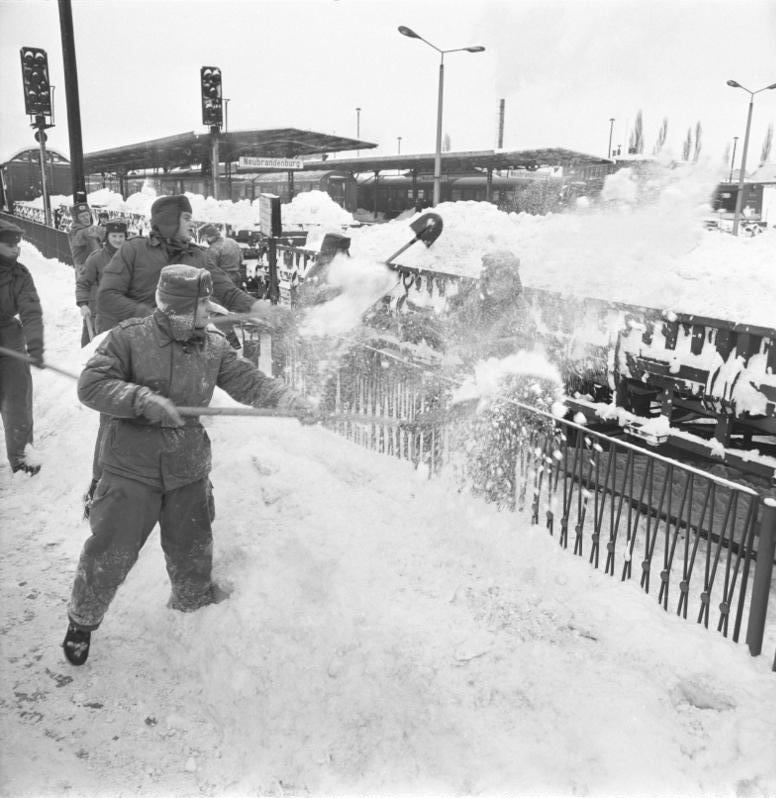
Soldados limpiando la nieve en Neubrandenburg (2 de enero de 1979)

La catástrofe de la nieve de 1978/1979 fue un fenómeno meteorológico con ventiscas y nevadas de proporciones excepcionales combinadas con temperaturas inusualmente bajas en el norte, centro y este de Alemania, Dinamarca, el sur de Suecia (Escania) y el norte de Polonia. Comenzó a finales del año 1978, con un segundo episodio en febrero de 1979 que también provocó graves trastornos en amplias zonas del norte de Alemania.

## Daños

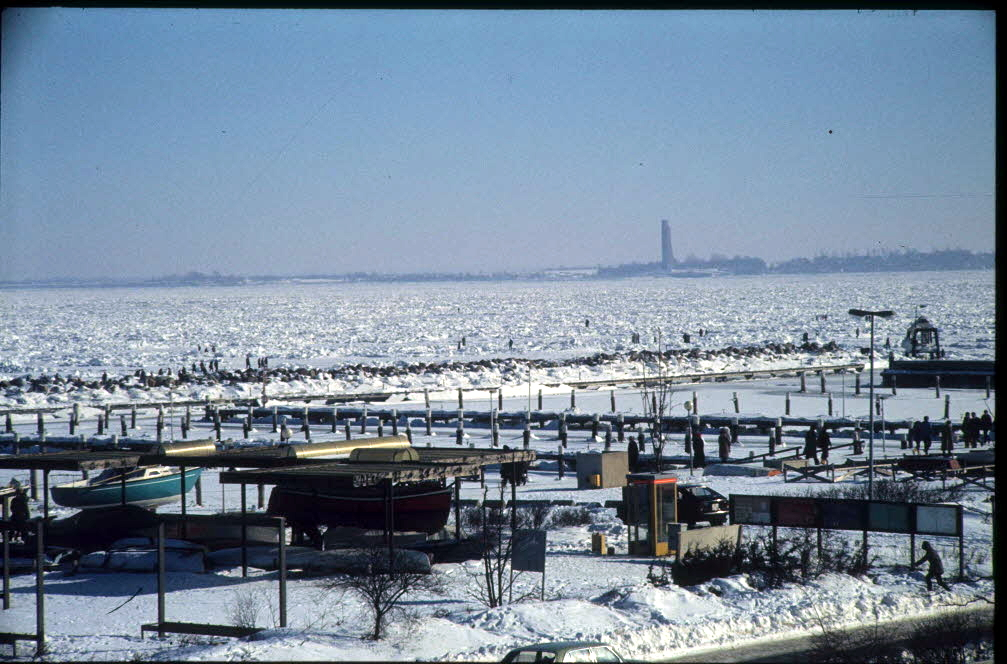
La ría de Kiel congelada durante el invierno de 1978/1979

En Alemania Occidental murieron 17 personas como consecuencia de los sucesos. Los daños ascendieron a 140 millones de marcos alemanes. Los principales afectados no fueron tanto las industrias, sino sobre todo empresas agrícolas y particulares. La tormenta también causó graves problemas de inundaciones en las ciudades portuarias de Flensburg, Eckernförde, Kiel, Lübeck, Wismar, Stralsund y Rostock, con la acumulación de témpanos de hielo en los puertos y la paralización total del tráfico marítimo. Un barco sin tripulación volcó. Las carreteras cercanas al puerto se cubrieron de hielo y los coches quedaron sepultados por la nieve y el hielo. El día de Año Nuevo ya habían muerto doce personas en el oeste de Alemania. En Frisia del Norte, soldados y equipos del Escuadrón de Reconocimiento 52 de Leck fueron desplegados para despejar las carreteras principales B5 y B199, principalmente para mantener despejado el enlace por carretera con el hospital de distrito de Niebüll. El escuadrón también proporcionó alojamiento a civiles en el cuartel General Thomsen del municipio de Stadum.
Alemania Oriental también sufrió durante años las consecuencias del invierno de 1978/79. Los mayores daños los causaron los cortes de electricidad, incluidos los de los altos hornos. La reserva nacional de carbón de la RDA se agotó el 3 de enero de 1979. Para reponerla, la RDA gastó entonces 200 millones de marcos en carbón procedente de Alemania Occidental. Los daños totales causados por este colapso invernal, que afectó especialmente a la industria, se estimaron en 8.000 millones de marcos. La seguridad del Estado registró un fuerte descenso de la confianza de la población en el gobierno, pero la dañó aún más al confiscar todos los documentos importantes sobre la crisis energética. También calificó de "chocante" que la economía nacional, planificada y estrechamente gestionada, fuera tan frágil, a pesar de llevar 30 años funcionando. El ministro de Energía, Siebold, fue destituido y Mitzinger se convirtió en su sucesor.
En Dinamarca, la estación meteorológica cercana a Keldsnor, en la isla de Langeland, registró 51 mm de precipitaciones en forma de nieve durante los cuatro días en cuestión, con fuertes vientos o tormentas durante todo el tiempo, alcanzando vientos de fuerza 10 en Nochevieja de 1978. Las islas de Lolland y Falster se vieron especialmente afectadas, con olas de ventisca de más de cinco metros de altura. El temporal de nieve provocó el caos de tráfico en las zonas afectadas del país. En el sur de Jutlandia, 1.000 personas tuvieron que ser rescatadas de vehículos cubiertos de nieve y la frontera germano-danesa se cerró temporalmente. Incluso los vehículos de limpieza de nieve del ejército, que debían rescatar a heridos y mujeres embarazadas, tuvieron problemas y a veces se quedaron atascados.